# 莱德利·金
莱德利·金（英語：Ledley King，1980年10月12日—）是一名裔已退役英格蘭職業足球員。莱德利·金大部分時間司職中堅，間中串演防守中場。
他是英超賽事最快入球紀錄保持者，紀錄是開賽9.82秒。

## 踢法
和大部分英格蘭黑人中堅的踢法較為不同，京治是一名速度高、頭腦冷靜的中堅。他擅於包抄及作地面攔截，加上不俗的位置感，令他可以勝任防守中場一職。

## 球會生涯
京治是熱刺的學徒球員，於1999年首次代表球隊上陣，並一直效力至今。他是現時球隊成員當中效力時間最長的一位，因此順理成章成為球隊的隊長，基恩則為球隊的副隊長。雖然經常受到傷患困擾，但他出道以來仍然是熱刺後防的首選重心球員。
京治的整个职业生涯伴随着膝伤，很少能完整踢完一个赛季，甚至部分赛季几乎都在伤病中度过。在其退役接受后采访时京治说到1999年时，当时还效力于德比郡的德拉普铲伤了自己的左膝盖，是其长久伤病的起点。

## 國家隊生涯
由於英格蘭國家隊擁有多名高質素的中路守將，京治於國家隊較常出任防守中場一職。於2004年對葡萄牙的友賽中攻入其首個國家隊入球。京治其後亦有份出戰2004年歐洲國家盃的賽事。

## 榮譽

### 球會
熱刺
- 英格蘭聯賽盃冠軍：2007–08

## 外部連結
- 足球数据库：莱德利·金的球员统计数据
- 英格蘭足總：京治 （页面存档备份，存于）
- 京治 – FIFA國際賽競賽紀錄 (存檔)